# 国鉄セサ30形貨車
国鉄セサ30形貨車（こくてつセサ30がたかしゃ）は、かつて、鉄道省（後に日本国有鉄道）に在籍した24 t 積の石炭車である。

## 概要
1924年（大正13年）に川崎車輛にて小野田鉄道24 t 積オテセ1形12両（オテセ1- オテセ12）が製造された。その後形式名はセサ1形に改称された。
本形式は鉄道省連絡直通貨車に指定され、識別のため形式番号の下に二重下線がひかれた。
台車は度重なる脱線事故の対策により、ツル巻き式バネより板バネ式に改められた。
小野田鉄道は、戦時買収により1943年（昭和18年）4月1日に国有化され、形式名はセサ30形（セサ30 - セサ41）に変更された。
車体塗色は黒で、外観は一見すると底開き式にみえるが側開き式である。
1955年（昭和30年）8月20日より廃車が始まり最後まで在籍した2両（セサ34, セサ41）が1957年（昭和32年）7月1日（実施日、公布日は同年6月27日）に廃車となり同時に形式消滅となった。最終配置は全車広島鉄道管理局重安駅であった。